# Anthribus nebulosus

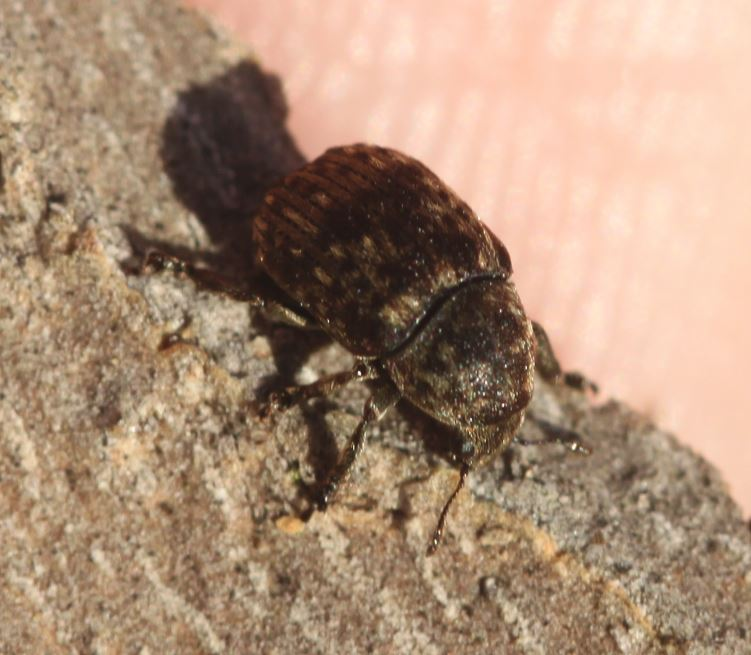

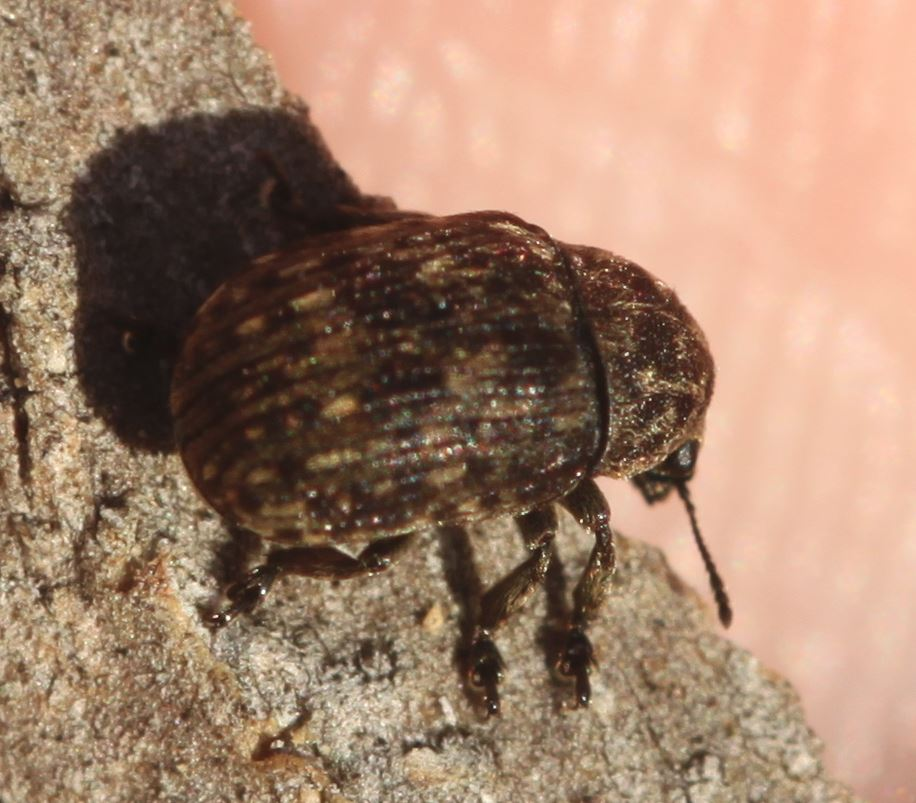

Anthribus nebulosus ist ein Käfer aus der Familie der Breitrüssler (Anthribidae). Er wird auch als Gemeiner Schildlaus-Breitrüssler oder Grauer Schildlaus-Breitrüssler bezeichnet.

## Merkmale
Die Käfer sind 1,5–4 mm lang. Die dunkelbraunen bis schwarzen Käfer sind mit grauweißen und braunen Härchen bedeckt. Der Halsschild weist vier undeutliche helle Flecke auf. Die Halsschild-Basis weist zwei ausgeprägte Buchten auf. Die Flügeldecken besitzen ein gitterförmiges Fleckenmuster aus länglichen Flecken. Die ungeraden Zwischenräume sind in manchen Fällen vollständig hell.

## Verbreitung
Die Art ist in Europa weit verbreitet. Ihr Vorkommen reicht im Norden bis nach Fennoskandinavien (Südnorwegen, Nordschweden, Mittelfinnland). In England ist die Art ebenfalls vertreten. Im Osten reicht das Vorkommen bis nach Sibirien. In Mitteleuropa ist sie die häufigste Art der Familie. In Nordamerika wurde die Art bewusst angesiedelt, möglicherweise aber auch vorher versehentlich verschleppt. Sie hat sich dort im Nordosten (Neuengland) etabliert.

## Lebensweise
Die Käfer findet man an verschiedenen Laub- und Nadelhölzern, insbesondere an Fichten (Picea). Die Larven leben unter den Schalen von Napfschildläusen. Sie ernähren sich u. a. von den Eiern der Fichtenquirlschildlaus Physokermes piceae. Die Verpuppung findet unter dem Schild der toten Schildlaus-Weibchen statt. Diese parasitoide Lebensweise ist für Rüsselkäfer sehr ungewöhnlich. Auch die ausgewachsenen Käfer ernähren sich von Schildläusen und deren Sekreten. Früher wurde davon ausgegangen, dass die Käfer wie andere Anthribidae auch an verpilztem Holz leben, diese Vorstellung ist jedoch nicht korrekt. Um im Forst schädliche Schildläuse zu bekämpfen, wurde die Art nach Nordamerika eingeführt. Die Käfer beobachtet man hauptsächlich in den Frühjahrsmonaten April bis Juni.

## Taxonomie
In der Literatur finden sich folgende Synonyme:
- Brachytarsus nebulosus Küster, 1850
- Brachytarsus nebulosus (J.R. Forster, 1771)
- Bruchus capsularius Schrank, 1789
- Bruchus clathratus Herbst, 1786
- Anthribus gavoyi Chobaut, 1922
- Anthribus nebulosus var. gavoyi Chobaut, 1922
- Brachytarsus nebulosus var. kuesteri Reitter, 1916
- Anthribus kuesteri Reitter, 1916
- Anthribus kuesteri Chobaut, 1922